# 國立臺灣師範大學學生會
國立臺灣師範大學學生會，簡稱臺師大學生會，為國立臺灣師範大學之全校性學生自治組織，以全體臺師大在校學生為當然會員。 
1996年成立之「國立臺灣師範大學學生自治會」，於1997年6月經臨時校務會議核定正式通過《國立臺灣師範大學學生自治會組織章程》，後於2019年6月經校務會議核定更名為「國立臺灣師範大學學生會」。2021年至2024年期間，為臺灣首度採用理監事制的公立大學學生會。臺師大學生會之學生工作會、學生代表大會和學生評議會之辦公室均設於國立臺灣師範大學綜合大樓412室。於每年7月1日換屆，學生會會長、及學生代表大會主席等職務之任期自7月1日起至隔年6月30日止。

## 宗旨
依據國立臺灣師範大學學生會組織章程，其宗旨為：

培養本校學生自治能力及民主理念，並增進學生權益。

根據臺師大學生會會徽，其內涵四項宗旨：

1. 鐘－追求自治，校園民主：會徽中央，為「鐘」之形象，呼應自由之鐘與校徽木鐸。
2. 輪－實踐理念，為義鬥爭：會徽外圍，為腳踏車「輪」之形象，呼應1949年四六事件。
3. 對－服務學生，覺察權力：會徽中上與中下，相對的「對」之形象，呼應校園的權力關係。
4. 台－扎根本土，面向社會：會徽中下與外圍，兩個不同的「台」之形象，呼應臺灣。

## 歷史
目前的臺師大學生會，於1996年成立，在此之前曾有兩次類似組織成立，一為1948年的臺灣省立師範學院學生自治會，另一為1990年的國立臺灣師範大學學生會。

### 四六事件
1948年，甫成立的臺灣省立師範學院中學生成立「臺灣省立師範學院學生自治會」，積極參與時下學生運動，亦包含1949年的四六事件。然而四六事件後，兩任主席鄭鴻溪、周慎源相繼逃亡，省立師院學生自治會便隨之瓦解。

### 成立學生會的嘗試
1990年，時省立師院已改制為國立臺灣師範大學，開始有學生成立「國立臺灣師範大學學生會」，歷林宏毅、謝文順、湯傑郎三任學生會主席，並設有學代會等單位，卻因組織章程、選舉辦法未通過而停擺。

### 正式成立至今
直到1996年，隨著當時校園民主的風潮，曾任人文學社社長的教育系黃宗民等人成立「國立臺灣師範大學學生自治會」，「反抗」色彩濃厚，即今日臺師大學生會之始。 1996年的學生自治會採三權分立架構，學生工作會、學生議會、學生評議會三單位分別以學生自治會會長、學生議會議長（22屆以前稱為主席）和學生評議會主任委員為首長，分別代表行政權、立法權、司法及仲裁權等三權。
2019年，「國立臺灣師範大學學生自治會」更名為「國立臺灣師範大學學生會」，而後2020年通過類理監事制的組織章程修正案，於2021年正式實施學生代表大會、理事會、監事會的類理監事架構，即為現行之制度。

## 會務

### 學生權利
爭取、保障學生權利為臺師大學生會的核心宗旨，近年臺師大學生會曾推動的學生權利工作或其他議題部分條列如下：
- 推動於校內設置性別友善宿舍、性別友善廁所，並成功設置。[10]
- 爭取落實國立臺灣大學系統跨校雙主修。[11]
- 要求國立臺灣大學系統委員會納入學生代表。[11]
- 提案將不計入畢業學分的普通體育課程改計入畢業學分，並成功改制。[12]
- 倡議恢復師資培育學生教育實習津貼，並成功獲教育部回應恢復津貼。[13]
- 爭取重編國立臺灣師範大學校歌，刪除「重歸祖國樂融融」歌詞，並成功經學校行政會議通過。[14]
- 紀念四六事件，推動校園轉型正義，成功於公館校區中正堂設立名稱說明牌。[15]
- 參與倡議民法成年年齡下修為18歲。[16]
- 關注監督2030雙語國家在高等教育的措施。[17]

### 校園活動
臺師大學生會亦持續主辦或曾主辦若干大型校園活動，包含「人文電影節」及「四六事件紀念」等。

#### 人文電影節
臺師大人文電影節於2016年首度舉辦，其後每年舉辦，皆辦理於每學年的第一學期，時間約坐落在每年冬季的11至12月左右。
人文電影節每屆各有不同的主題，並將放映影片區分為若干種議題，歷屆以來觸及空間、環境、轉型正義、教育、族群、犯罪、臺灣史、家庭、情感、動保、性別、科技、人權、疾病、情慾等諸多議題，以藉由電影讓參與者接觸社會議題為宗旨，配合映後座談等活動，舉辦於國立臺灣師範大學的校園。
| 屆次   | 當屆主題             | 活動期間                        | 議題種類                                                   | 備註                   |
| ------ | -------------------- | ------------------------------- | ---------------------------------------------------------- | ---------------------- |
| 第一屆 | －                   | 2016年11月22日 - 2016年11月29日 | 土地×空間×戰爭、環境影展、臺灣電影發展、轉型正義           | 第一屆由部分系學會合辦 |
| 第二屆 | 在這裡，我看見你了。 | 2017年11月29日 - 2017年12月28日 | 教育折射、族群謎狂、環境與人、兇手／推手                   | 第二屆始由學生會主辦   |
| 第三屆 | 猶原佇遮             | 2018年11月18日 - 2018年12月28日 | 臺灣歷史、正義反思、家庭、愛情、動保＆環境、個人探索       |                        |
| 第四屆 | 打開而尋             | 2019年11月18日 - 2019年12月27日 | 認識自我、情感探索、價值對話、平權路上、人文關懷、社會咫尺 |                        |
| 第五屆 | 收件過往，投遞未來   | 2020年11月13日 - 2020年12月25日 | 刻板印象、社會底層、科技倫理、情慾流動、人權獨立、成長經驗 |                        |
| 第六屆 | 人文雜貨店           | 2021年11月12日 - 2021年12月24日 | 屋簷之下、純純慾動、平權之路、若疾若離、浮生思索、未來藍圖 |                        |
| 第七屆 | 公路旅行RoadTrip     | 2022年11月14日 - 2022年12月09日 | 你有病吧？、青春雞尾酒、慾言又止、流離者之歌               |                        |
| 第八屆 | 電影夢工廠           | 2023年11月06日 - 2023年12月01日 | 死亡中的花朵、非凡女子、變身／變生、孤島旅行               |                        |

#### 四六事件紀念
臺師大學生會舉辦四六事件紀念活動的歷史可追溯至1990年代學生會創立之初，當時訴求平反四六事件的受害學生並列入校史。及後，由於平反和列入校史的訴求均已達成，近年以記憶四六事件及白色恐怖歷史、推動校園轉型正義為宗旨。 
每年四六事件紀念活動可能有不同的名稱，亦有可能與國立臺灣大學的學生會或其他學生團體合作舉辦。近年逐漸定調命名為「黎明破曉前」，舉辦於每學年的第二學期，時間約坐落在春夏之交的4至5月左右。四六事件紀念（黎明破曉前）歷年以來有多種形式，依照該年度籌備團隊之決定，近年幾乎每年舉辦展覽、講座、小旅行，亦曾有音樂晚會、歌曲演唱、刊物、真人圖書館、工作坊等形式。
| 年度 | 當屆主題                     | 活動期間                      | 活動形式                               | 備註                                                   |
| ---- | ---------------------------- | ----------------------------- | -------------------------------------- | ------------------------------------------------------ |
| 2016 | 師大四六節－正義‧如火盛放    | 2016年4月7日 - 2016年4月29日  | 展覽、講座、音樂晚會                   |                                                        |
| 2017 | 我們不該忘記。－四六事件紀念 | 2017年4月6日 - 2017年4月6日   | 短講、歌曲演唱                         |                                                        |
| 2018 | 黎明破曉前－四六事件紀念     | 2018年4月23日 - 2018年5月6日  | 展覽、講座、小旅行、刊物               | 與臺大法律學系學生會合辦。                             |
| 2019 | 黎明破曉前－四六事件紀念     | 2019年4月8日 - 2019年5月5日   | 展覽、小旅行、刊物                     | 70周年，與臺大多個學生組織「腳踏車雙載」系列活動合作。 |
| 2020 | 黎明破曉前                   | 2020年5月11日 - 2020年5月22日 | 展覽、講座、小旅行                     | 與臺大法律學系學生會合辦，因COVID-19停辦大部分活動。   |
| 2021 | 黎明破曉前－以____抵達       | 2021年3月17日 - 2021年5月31日 | 展覽、講座、小旅行、真人圖書館、工作坊 | 因COVID-19停辦展覽。                                   |

#### 西瓜節
臺師大西瓜節於2019年由臺師大學生會復辦，皆辦理於每學年的第二學期，時間約坐落在每年夏季的5至6月。該活動取國立臺灣師範大學過去學生傳達心意的途徑「西瓜節」為標誌，實際內容為舉辦若干康樂性校園活動。

### 對外關係
臺師大學生會多次與同屬國立臺灣大學系統的國立臺灣大學學生會、國立臺灣科技大學學生會合作推動共同的學生權利或同樣關心的社會議題，包含共同舉辦返鄉投票列車、參與倡議民法成年下修、要求國立臺灣大學系統委員會納入學生代表、合作辦理四六事件紀念活動或行動、呼籲落實跨校雙主修等。   
此外，臺師大學生會亦曾參與全臺大學串聯組織或行動，如共同成立大學法改革陣線、共同舉辦返鄉投票專車、加入臺灣北部大專院校學生自治聯合協會（北學聯）、加入臺灣學生聯合會（臺學聯）等，目前為臺灣學生聯合會的團體會員。  

## 組織架構
依《國立臺灣師範大學學生會組織章程》，於國立臺灣師範大學具有學籍且在校之學生均為其當然會員。於組織架構上，第26屆至第28屆（2021年7月1日至2024年6月30日）組織架構為學生代表大會、理事會、監事會組成的類理監事制，第26屆起同時也取消組織章程須經學務會議審查之程序。在此之外的屆數，皆為三權分立之學生政府架構，設學生工作會、學生議會（學生代表大會）、學生評議會三大行政、立法、仲裁機構。 
臺灣師範大學學生會現行組織架構
- 學生工作會
  - 秘書部
  - 學生權利部
  - 財務部
  - 活動部
  - 其他增減部門
- 學生代表大會
  - 各委員會
- 學生評議會
  - 書記處
- 選舉委員會

### 理監事制時期組織架構（第26屆至第28屆）
臺灣師範大學學生會理監事制時期組織架構
- 學生代表大會
  - 各委員會
  - 選舉委員會
- 理事會
  - 秘書部
  - 財務部
  - 學生權利中心
- 監事會
  - 書記處

#### 學生代表大會

臺師大學生會學代會選舉方式席次圖，總席次36席。由左至右分別為：
不分區學生代表——18席
學院學生代表———9席
多元身分學生代表—9席

學生代表大會（簡稱學代會）為臺師大學生會最高權力機構，由每學年第二學期選出的學生代表組成，共分為不分區學生代表18名、學院學生代表9名和多元身分（原住民、身心障礙、外國籍學生、學生社團）9名等三種類別，任期2年，採交錯任期。其中，將於每屆改選後由學代會互選一名不分區學生代表為理事長，另互選四至八名學生代表為理事。學生代表大會有審查預算決算、質詢理事會及工作部門、作成決議約束工作部門、制定或修正學生會法規等權力，各項校級會議學生代表（簡稱校代）亦由學代會組成的「校級會議學生代表推舉會」選出。
學代會下設四個校代委員會及紀律委員會，校代委員會由校級會議學生代表依其會議性質分為校務、教務、學務、總務四種組成之，紀律委員會則由理事長與各委員會召集人組成之。另外也設選舉委員會，舉辦每年的學生代表及監事選舉。
學生代表大會組織架構
- 校代委員會（校務委員會、教務委員會、學務委員會、總務委員會）
- 紀律委員會
- 選舉委員會

#### 理事會
理事會為臺師大學生會的執行機構，由理事長一名及理事若干名組成，理事長及理事任期均為一年，自7月1日起至6月30日止。下設秘書部、學生權利部、財務部和其他經理事會同意增減的部門等工作部門。理事會有工作部門部長的人事同意權、社團補助的審查權、預算和法規的審查權等。
在各工作部門中，秘書部負責各項會議議事工作、庶務管理；學生權利部負責爭取學生權利、倡議社會議題；財務部負責經費保管出納及預決算等工作。
理事會組織架構
- 秘書部
  - 文宣設計組
- 學生權利中心
  - 永續發展專題中心
  - 多元語言專題中心
  - 性別平等專題中心
  - 轉型正義專題中心
- 財務部

#### 監事會
監事會為臺師大學生會的監察及仲裁機構，由不分區監事7名和專業監事2名組成，掌理學生會法規解釋、仲裁及決算審查等事項。其中不分區監事由學生直選，任期兩年，無交錯任期；專業監事則由監事長提名監事會同意任命，任期一年，且應為法律及會計專業各一名。監事長由不分區監事互選產生，任期一年，自每年7月1日至隔年6月30日。監事會下設書記處，書記處置書記長1名及書記若干，負責監事會各項庶務。 

### 學生政府制組織架構（第1屆至第25屆）
1996年成立至2021年7月1日以前，臺師大學生會採三權分立、互相制衡的學生政府架構，設立學生工作會（行政單位）、學生議會（立法單位）和學生評議會（司法及仲裁單位）和選舉委員會等其他行政、立法合組單位。其中學生工作會由全校學生直選的學生會（第23屆以前稱學生自治會）會長領導，下設秘書部、權益義務部、活動部、公關部、學術部、財務部、文宣部、新聞部等行政部門，每屆會長得提請學生議會同意增減部門；學生議會由學生議員組成、由學生議員互選的議長（第22屆以前稱學生議會主席）領導，學生議員由各學院學生直選，下設有秘書處協助議事，並設有財務、法規、行政、紀律等委員會，第22屆以前則有對應各行政部門的委員會及分部（公館校區）委員會；學生評議會由評議委員組成，評議委員由會長提名學生議會同意任命，下設有書記處協助議事。 
臺灣師範大學學生會組織架構（1996-2021）
- 學生工作會（會長）
  - 秘書部（處）
  - 權益部、活動部、公關部、學術部、財務部、文宣部、新聞部等
- 學生議會（議長）
  - 秘書處
  - 各委員會
- 學生評議會（主任委員）
  - 書記處
- 選舉委員會（主任委員）

## 事件及活動

### 1995年至2000年
- 第1屆
  - 1996年11月30日，時任民進黨婦女部（今民進黨性別平等事務部）主任彭婉如遇害身亡，引起社會各界關注女性權益，其中臺師大學生會亦在此時推動校務會議成立「性侵害防治委員會」。[31]
  - 實習教師津貼：
1997年3月，在振鐸學會、臺師大學生會等團體爭取下，行政院於3月7日同意自該年起發放實習教師津貼，每人每月7,183元，與師範公費生相同。[32]
然而，臺師大學生會、國北師院學生自治會、中央大學教育學程學生工作小組等學生團體，仍於3月9日號召百餘人上街遊行，要求實習津貼不得低於勞基法的最低薪資，即每人每月不得低於15,360元。教育部表示，實習津貼無法人人有獎，未來各校可自訂獎助學金辦法。臺師大學生會認為，立法院和教育部應該修改師資培育法等法規，明確界定實習教師究竟是「學生」抑或「在職者」。[33]
  - 1997年4月，臺師大學生事務處擬修改獎懲辦法，將以告誡、愛校勞動等方式取代記過，對此時任學生自治會會長黃宗民表示，新方案對學生沒有什麼害處，應該會得到校內支持。[34]
  - 四六事件歷史：
1997年6月18日，由時任教育系主任林玉体召集組成、歷史系教授溫振華執筆的臺師大四六事件調查研究小組公布「四六事件調查研究報告」，認為四六事件是情治機關干預高等教育的開端，事件後學校形同警總下屬機關，四六事件後也開始強調愛國精神教育、規定每天早上都要升旗（臺師大已於該學期取消）。最早發起重新審視四六事件歷史的臺師大人文學社，則認為四六事件造成後來四十年校風保守、少參與社會議題的校園。[35]
臺師大學生會也因應發表聲明，表示將向學生議會提案，把4月6日訂定為「師大學生紀念日」。
也在6月，時任總統府國策顧問、臺師大音樂研究所教授許常惠回憶學長述及四六事件，指出當時軍隊包圍宿舍、學生丟東西抵抗。[36]
2000年1月12日，在臺大、臺師大皆有四六事件調查報告之後數年，時任教育部長曾志朗代表政府向四六事件受害的臺大、師院學生、家屬公開致歉。[37]

- 第2屆
  - 1997年10月，教育部表示將逐步調漲公立大學學費，逐年達到私立大學的收費標準。對此公立大學學生代表一致反對太快地調漲學費，其中時任臺師大學生自治會會長邱琬婷主張教育部應考慮經濟困難學生的處境，包含臺大、政大的學生自治團體成員也有反彈聲音。[38]
  - 1997年12月13日，青年發展基金會在臺北國賓大飯店舉行公聽會，由基金會董事長、時任副總統連戰主持，會中臺大、臺師大學生會長均有出席，其中時任臺師大學生自治會長邱琬婷對青年表達憂心，認為當今青年不關心國家大事、學運不興盛、校園意識不強。[39]

- 第3屆
  - 1998年7月，教育部計畫取消師範公費制，部分師範院校師生擔心此舉將衝擊偏遠地區、特殊教育的師資，其中時任臺師大學生自治會會長黎雅惠便認為，若臺師大沒有公費，將有家長不想讓學子就讀臺師大，願意至偏遠地區任教或從事特殊教育的人也將減少。[40]
  - 1999年3月4日，由於各大學接獲教育部函文通知，未來各系或學生團體在校內舉辦收費的娛樂活動，將課徵1%-25%的娛樂稅和1%的營業稅，引起臺師大、臺大、政大、輔大、東吳、世新等六所學校學生會反彈，其中時任臺師大學生自治會長黎雅惠認為學生辦活動、找贊助者、試圖收支平衡已經非常辛苦，若還要繳稅，將大大影響學生辦活動意願。財政部表示，學校社團不是公益、慈善、文教社團法人，若有營利行為仍然必須繳稅，但稅捐單位不會特別向學生查稅。[41][42]

### 2000年至2005年
- 第5屆
  - 2001年4月，成大爆發MP3事件，輔大、政大、臺師大、元智、中原、北大、北醫、臺灣藝術學院、東吳及實踐等校學生會和世新大學學生活動中心共11所大專院校學生會於4月17日發表聯合聲明，呼籲社會各界以此為鑑檢討著作權和網路相關法規。[43]

- 第6屆
  - 2002年，臺師大計畫與臺科大併校，教育部希望於2003年8月就能完成合併，並已在6月12日通過臺師大的校務會議。此政策引起臺師大學生激烈反彈，臺師大學生會對此於6月20日舉辦公投，當時臺師大共有9,398名學生，公投有效票共2,000餘張，其中反對併校者高達八成，但投票率未達學生會事先設定的三成門檻，因此學生會並未於校務會議提出覆議案，僅將結果送交校方參考。時任教育部次長吳鐵雄對於臺師大學生會舉辦的公投強硬回應「投票率只有兩成四，人數太少，不具代表性。」[44][45]

- 第7屆
  - 樂智大樓與老樹、古蹟保存：
2003年3月，由於臺師大校方歷時五年計畫興建「樂智大樓」，將在7月前遷移或砍除20多棵老樹，並拆除郵局、健康中心、教官室等建築以及日治時期興建的建築文薈廳，引起地理系教授潘朝陽發起「搶救老樹」。時任臺師大學生自治會長蔣宗賢表示臺師大校地狹小、難以負荷學生活動，且樂智大樓已經規劃多年，將有助提升學生上課的硬體資源。[46]
臺師大校方表示，教育部補助的8.8億經費已經撥下來，若要中止計畫有困難。校內正反意見論戰，除潘朝陽外，地理系助理教授譚鴻仁指出這些老建築不僅屬於師大，也屬於臺北市民。而時任美術系主任江明賢則直指文薈廳在美學上無特殊的美感可言。其後保留老樹、古蹟一方的臺師大師生陸續舉辦音樂會、導覽活動，並向立法委員陳情、向文化局提報古蹟，最後成功保留老樹及文薈廳。[47][48][49][50]

- 第8屆
  - 2003年10月24日，政大學生會串連臺師大、北大、國北師的學生會，共同抗議教育部的大學評鑑結果，喊出「反重理輕文！反評鑑草率！」，認為教育部的評鑑機制不公、傷害政大校譽，時任臺師大學生自治會長陳怡妝批評：「如果不是大學持續抗議，形成輿論壓力，教育部今天會回頭去檢核自己的評鑑結果嗎？」認為師範院校以培育教學人才為目標，教育部不能只顧研究這項評鑑標準。[51]

- 第9屆
  - 2005年5月4日，20多所大學學生會串連舉辦聯合自治選舉，以「北區大學院校學生自治會聯合會」（與2012年成立、第16屆參與成立的「北學聯」不同）成員校為主，號稱「新五四運動」。時任學生自治會長蔡容翎表示：「近年學生參與狀況越來越差，舉辦新五四運動是為加強聲勢，對外宣傳學生自治理念，對內炒熱氣氛，提升大學生參與公共事務。」東吳大學學生議會議長徐弘庭亦指出：「近幾年學生會或學生代表改選投票率都只在10%到15%之間，學生參與的熱情確實不如前，希望藉此活動將學生會功能及定位為爭取學生權益，而非只是辦演唱會、舉行活動的單位。」[52]

### 2005年至2010年
- 第13屆
  - 2009年3月5日，包含臺師大學生會成員在內的50多名學生集結至教務長室外，抗議校方對「人工加簽」選課制度態度反覆，並認為修課人數上限高達250人影響教學品質。在教務長與學生協商後，決定下學期暫時保留人工加簽制度。[53]

- 第14屆
  - 2009年10月，由於有化學系學生在男生宿舍放置保險套，被校方「勸說」，20多名臺師大學生於10月29日在臺師大公館校區舉辦遊行，訴求「打破宿舍門禁、落實性別平權」、「解放師大性教育，追求友善好校園」等。時任學生自治會長楊瑋姍表示臺大學生宿舍已經沒有門禁，臺師大卻仍然有，不僅如此，異性進入宿舍須穿著背心的規定凸顯宿舍性別不平等。對此校方回應門禁時間和背心制度是「安全考量」。[54]
  - 2009年12月，由於當時執政的馬政府推動ECFA，時任臺大、臺師大、臺科大三校學生會長傅偉哲、楊瑋姍、何冠霖於12月14日舉行記者會，宣布將於5月26日、27日舉辦「ECFA發/罰到大學生論壇」，並發送邀請函予時任行政院長吳敦義出席說明、辯論，三校學生會認為行政部門必須向社會說明ECFA的任何疑慮。[55]然而隔天12月15日，吳敦義便拒絕邀請，吳敦義表示將派時任經濟部部長施顏祥及農委會、勞委會（今勞動部）、經濟部工業局等單位代表出席。對於吳敦義婉拒，臺大學生會等學生團體不認同。[56]最後，「ECFA發/罰到大學生論壇」如期舉行，除政府單位代表外，亦有學界人士參與。[57]

### 2010年至2015年
- 第15屆
  - 四六事件歷史：
2011年3月14日，臺師大學生會與人文學社以「告別威權，向四六致敬」作為四六事件紀念活動的開端，為當時在校本部門口的蔣中正銅像披上孝服，引起校方關注。時任學生會長陳禹勛表示：「四六對臺師大的影響與迫害比台大更深，四六以後，臺師大校風更是趨向保守。」[58]

- 第16屆
  - 2011年11月17日，臺師大學生會舉行公聽會，指出住宿生有6成多不滿學生宿舍午夜12點後不得進出的門禁制度，並希望開放24小時門禁感應系統。[59]
  - 2012年3月17日，包含臺師大學生會在內的北部多所大專院校學生會於臺師大宣布成立臺灣北部大專院校學生會聯盟（後改組為「臺灣北部大專院校學生自治聯合協會」），訴求「校園民主、學生做主」，臺師大學生會時任會長陳婷怡舉前一學期成功解除學生宿舍門禁的案例指出學生會集體串聯力量更強。[60][61]

- 第17屆
  - 2013年5月，時任臺師大人文學社社長謝易澄投書自由時報評論校內學生權益議題，遭時任學務長林淑真約談並控其誹謗。臺師大學生會時任會長謝慧霆指出學務長曾針對學生會提案表示「不用浪費時間、不用排入議程」，謝慧霆認為：「站出來關心學校事務的學生，還要遭受校方約談或教訓，只會導致同學更不敢關心公共事務也不敢發言。」[62]
  - 2013年5月，臺師大學生會舉辦第18屆學生自治會會長選舉，然候選人范鑫澤得票數未達當選門檻，因此遲至10月21日才以電子投票形式辦理補選，選出林偉強擔任第18屆學生自治會會長。[63] [64]

- 第18屆
  - 2013年11月15日，澳門城市大學學生會拜訪臺師大學生會，時澳城大學生會方成立第二年，時任臺師大學生會會長林偉強指出學生會運作的困難多來自於居中與各校級單位的溝通協調。[65]
  - 318運動：
2014年3月18日，318運動正式爆發，隨後引發多所大學學生發起罷課。3月23日，發生佔領行政院事件，同日，臺師大校方由學務長張少熙發布聲明，表示學生關心重要社會事件值得肯定但也要注意自身安全。隔天3月24日，臺師大學生會由時任會長林偉強代表發表罷課聲明，其中譴責當局調度警察以優勢武力對付學生，並宣布響應「全國大專院校響應反黑箱服貿學生自主罷課行動」，鼓勵全體師生共商決定是否上課。[66][67]
2014年4月，318運動已持續數日，時任會長林偉強接受訪談時表示若因反服貿而再度休學他也認同：「現在如果不站出來，未來就沒機會」。[68]

- 第19屆
  - 2014年9月，臺師大學生第一宿舍一樓防水工程未能如期完工，亦先後發生瓦斯外洩、地下室嚴重漏水，引起時任學生自治會長楊旻恩和眾多學生代表質疑廠商的施工品質。[69][70]
  - 2015年2月4日，臺師大學生會與校內教師、律師共同舉行「漲費不合理 學生告到底」記者會，抗議校方向延畢生加收雜費，時任會長楊旻恩表示延畢生也是大學生，加收雜費應遵守《專科學校以上學雜費調整辦法》，但學校卻未經公開透明程序而逕行決定，認為決議違法、加收繳費單不能成立。不僅如此，臺師大學生會也蒐集個案、編列6萬元訴訟費預算，準備進一步提起訴訟。對此教育部高教司表示基於使用者付費，向延畢生加收雜費應符合公平性，並會公正處理訴願。[71]
  - 四六事件歷史：
2015年4月6日，臺師大學生會於影音平台YouTube發布影片介紹四六事件。其後在2016年6月，臺師大正式宣布將四六事件納入校史。[20]
  - 2015年4月29日，臺師大學生會於臨時教務會議前半小時召開「台師大罔顧學生意見，強行推動課表抗議活動」記者會，起因於臺大系統成立後三校統一課表，學生會抗議課表調整並未充分與學生討論。時學生會指出，校內公投有68.8%反對新課表、31.2%贊成新課表（學生與教師投票率各為15.8%及7.3%），要求教務會議代表正視此結果並開放師生旁聽。然而，教務會議最後僅開放五名學生旁聽，並無先前教務長承諾的網路直播，決議結果也通過新課表。[72] [73]
經過教務會議的更改課表事件引起學生關注教務會議學生代表的出席率，教務會議共有12名學生代表，與校務會議不同的是，除了學生會長、學生議會議長及一名學生議員外，剩餘9名代表由各學院推派，推派機制由學院訂定，並不一定由民主機制推派出。時任學生自治會副會長陳倢伃指出9名的各學院學生代表「甚至有人不知道自己是代表」，主張將推派代表的機制改由學生議會的各系學會長推選應更具代表性，並認為「學生有知的權利」應該開放更多人旁聽會議。而時任學生議會議長王昱法則認為臺灣校園存在著家父長式威權控制，間接導致學生參與校務意願低落，主張「系學會是最根本的校園民主行動單位」。[74]
  - 學生勞權：
2015年5月13日，臺師大學生會與學生議會、校務會議學生代表、高教工會赴教育部陳情，抗議臺師大校方踐踏學生自治與民主。時任會長楊旻恩說：「學生在校務會議連署提案要求『替兼任助理納保』、『檢討教師限期升等條款』及『校務基金管理委員會增列學生委員』，但均被校務會議『常設委員會』擋下。」[75]
  - 2015年6月10日，臺師大學生會召開第20屆學生議會預備會議，有3人角逐議長，最後由時任學生會副會長陳倢伃以15比14比8的比數勝出。[76]

### 2015年至2020年
- 第20屆
  - 臺師大學生會學生議會於103學年度第二學期（2015年2月至6月）修訂「學生代表產生辦法」，原先13名學生代表由學生工作會、學生議會、社團、學生宿舍委員會等組織各自推派，改為全由學生議會選舉產生，遭校方認定「多元性不足」而退回，課外活動指導組於2015年6月要求學生議會重新擬定。然而時值換屆、暑假，人事室又要求學生會9月5日前送交學生代表名單，否則將以前一學年的學生代表連任，引起學生議會抗議。前一學年的全體13名校務會議學生代表與15名新任學生議員於9月12日發布聲明，表示「無法認同校方如此行政操作，為了使行政過程順利，而違背民主原則，讓我們成為令人詬病的萬年學代。」議長陳倢伃批評即使校方不承認新法，也應該以舊法選舉新代表，而非直接讓舊代表連任，「無法容忍學校如此便宜行事」。[77]
  - 學生勞權：
2015年9月，包含臺師大學生會在內的18所大專院校學生會發表連署，共同聲明學生勞權保障不能緩，必須盡快讓學生助理、工讀生納保。[78]
  - 2015年11月18日，臺師大召開第115次校務會議前的早上，學生議會召開「教師勞權，學生相挺；鴨霸會議，斯文掃地－抗議違法教師評鑑與限期升等條款」記者會，議長陳倢伃等人指出該學期學生議會提出「教師評鑑準則」、「教師評審辦法」修正案，卻遭沒有學生代表參與的法規委員會退回，出席的學生及教師代表反對限期升等制度，也認為議題討論過程中缺乏民主參與。而時任學生自治會長賀翊亦表示會議空間的配置對學生非常不友善，學生只能坐在圓形會議室的最內圈，而校方亦經常以「程序正義」為由阻擋學生議案，卻又在其他時候表示「母法只是參考」，疑有雙重標準。[79][80]
  - 返鄉投票專車：
2015年12月，中正大學學生會、臺師大學生會等多所大學學生會發起「公民返鄉專車」，希望讓學生在期末考一結束就能搭學生會所安排的大客車返鄉參與2016年中華民國總統副總統及立法委員選舉。[81]
  - 第20屆總辭風波：
2016年1月，時任學生會長賀翊因電競比賽預算案未通過卻仍使用公款照常舉行一事，遭學生議會凍結帳戶並提案彈劾副會長羅丹，於1月8日學生議會臨時會通過，會長賀翊道歉、辭職，副會長羅丹被彈劾，學生工作會總辭。[82][83][84] 
而後學生議員葉宇軒接任學生會代理會長，展開學生會長補選工作，但由第14屆開設傳承至第20屆的Facebook「臺灣師範大學學生自治會」粉絲專頁仍由遭彈劾的前副會長羅丹持有，同時羅丹久居學生會辦公室引起學生議會不滿。[85] 
3月9日，學生會長補選落幕，兩位候選人楊有騰、羅丹之中的楊有騰當選，但仍持有粉絲專頁權限的羅丹遲未移交，導致該粉絲專頁廢棄、楊有騰另開設新粉絲專頁。此外，時任學生議會主席陳倢伃亦於當日宣布辭職，將由副議長項伯翰代理。[86][87][88]
  - 更改校歌歌詞：
2016年3月24日，包含時任臺師大學生會會長楊有騰等若干學生發起「翻轉校歌」快閃活動，遞交「校歌改革請願書」，學生會聲明包含「臺灣山川氣象雄　重歸祖國樂融融」歌詞在內的校歌已經不合時宜。[89]
  - 四六事件歷史：
2016年4月26日，臺師大學生會與台灣教授協會一同於校內舉辦「正義如火盛放」四六紀念晚會，邀請流氓阿德、拍謝少年、拷秋勤、林生祥等音樂人演出並安排多場短講，呼籲撤廢劉真銅像。[90]
  - 2016年6月7日，包含臺師大學生會在內的16所大專院校學生會於立法院群賢樓前發表大學法改革陣線成立聲明，希望透過法制確立學生自治精神與校園民主。時任會長楊有騰指出臺大系統統一課表便是校方不重視學生意見的實例。[25]
  - 2016年6月19日，臺師大附中學生團體「附中異音」至臺師大門口抗議，高呼「我要遴選，不要你選！」，要求臺師大制定附中校長遴選辦法，終止由臺師大指派校長的現況臺師大學生會時任會長楊有騰認為：「學生是校園主體，有發聲權利。」決定聲援高中生。[91]

- 第21屆
  - 2017年3月，由於大專院校對中國學生簽署不涉政治敏感承諾書，引發大學法改革陣線發起連署譴責大學端濫用競爭力、交流之名推諉卸責，其中包含臺師大學生會在內的各校學生組織加入。[92]
  - 105學年度第一學期（2016年9月至2017年1月）臺師大教育學院試辦必修「大學入門」課程，施行未及一學期，便引發學生發動「大學入門廢除連署」，主張改革課程內容、不列入必修。到了第二學期（2017年2月至2017年6月），臺師大校方推出改革後的大學入門課程，預計於106學年度第一學期（2017年9月至2018年1月）實施、從試辦改為全校適用，時任學生自治會副會長高翔煜指出前一學期的大學入門形式單一、課綱單一，應該要針對學生現況、特質設計課程，而大學入門也與「服務學習一」課程願景類似，希望能整合兩者。[93]
  - 四六事件歷史：
2017年4月6日，臺師大學生會於校內發起四六事件短講，時任代理會長高翔煜表示應瞭解整體歷史脈絡。[94]
  - 臺師大公館校區有一建築物名為「中正堂」，其中牆上浮雕描述蔣介石「抗戰勝利」、「北伐成功」、「十大建設」等「功績」。2017年5月24日，臺師大召開校務會議，學生自治會由時任代理會長高翔煜及校務會議學生代表曾一、莊曉芳、黃芷儀、漳玨賢等人提案，建請將中正堂改名，校方回應此案應與公館校區整體空間配置一併考量，交付新設的委員會審查。學生會不滿校方回應，發動網路連署，在兩週內便有近500名學生、30個民間團體參與。代理會長高翔煜表示，「中正堂已經在師大三四十年，但是它當初設立是為了紀念蔣介石的過世，它是一個很集體的造神運動。」「對於這種歷史，應該要轉型正義。」[95][96]

- 第22屆
  - 2017年10月，臺師大時任校長張國恩任期將屆，正舉行校長遴選臺師大學生會於校內舉辦展覽使學生瞭解校長遴選，時任會長楊婷雅表示希望學生能瞭解自身權益，前會長高翔煜則認為應該增加各會議學生代表人數。[97]
  - 2017年11月22日，臺師大召開第119次校務會議，會議中通過學生自治會組織章程修正案，將學生議會原先各系所每100人一席議員的選制，改為以各學院為選區，並另行制定人數比例，以減少席次數來因應應選席次和實際選出席次落差太大的問題。此外，會議中亦由僑生先修部（院級單位）提案欲修改校務會議學生代表產生辦法，主張將原由學生會等學生團體推派的13席學生代表中的9席改為各學院推派代表，最後在2018年5月23的第120次校務會議通過「校務會議學生代表產生辦法」，將9席學生代表改為8個學院及僑生先修部學生直選產生。[98][99][100]
  - 2017年11月27日，大學法改革陣線和包含臺師大學生會在內的11所大專院校學生會共赴教育部抗議，呼籲推動「轉型正義」，訴求拆遷校園內兩蔣銅像，並將各校中正堂等空間改名。[101]
  - 2017年12月22日，臺師大學生會會長楊婷雅與臺大學生會會長林彥廷等團體於立法院群賢樓前聯合舉辦「學生團結爭勞權 反修惡法拒過勞」記者會，楊婷雅針對勞基法修惡表示「立法委員做的戲碼，皆是在拆解我們所重視的民主精神與價值。」並呼籲青年一同關注勞權。[102]
  - 四六事件歷史：
2018年4月，臺師大學生會聯合校內臺文系、地理系、教育系等系學會長和臺大法律系學會舉辦四六事件展覽及系列活動，時任會長楊婷雅指出「轉型正義可以從我們自己開始，讓大家知道校內也有同樣的概念。」[103]

- 第23屆
  - 2018年9月，臺師大教務長陳昭珍於新生「伯樂大學堂」致詞提出「在台師大一定要學好的八件事」，其用字遣詞在校內引發爭議。時任學生自治會長陳光耀認為教務長立意佳但「一定」用詞容易讓人誤解，並呼籲校方應該提供更充足、透明的資源。[104]
  - 返鄉投票專車：
2018年11月，包含臺師大學生會在內的48所大專院校學生會參與由臺灣青年民主協會發起的「喂？我在路上了」—— 2018青年民主返鄉列車，集資以大客車載大學生返鄉參與2018年中華民國地方公職人員選舉和2018年中華民國全國性公民投票。[26]
  - 2019年3月7日，臺師大校友總會榮譽會長暨時任立法委員王金平於台北國際會議中心舉辦造勢，臺師大學生自治會當天揭露臺師大公共事務中心動員下轄「親善大使」到場協助造聲勢，隔天3月8日亦指出公共事務中心發放禮券作為回饋並要求參與學生銷假。學生會要求校方嚴守行政中立。[105]
3月11日，學生會發布聲明表示與校方達成「對校內重申行政中立原則」、「校方須追究違法及失職人員」、「學生團隊受邀應迴避爭議性場合」等三大共識，事件暫告落幕。[106]
  - 2019年3月26日，時臺大、政大學生會發起抵制中天新聞，臺師大學生會表示不抵制特定新聞媒體，[107] 引起校內社團「暗暝合作社」批評，該社團並聲明「抵制才能保障校園內言論及新聞自由」。[108]
  - 2019年4月1日，包含臺師大學生自治會在內的超過30所大專院校學生會共同發起成立臺灣學生聯合會，訴求爭取大學生權益，並希望學生會能夠扮演議題設定者角色。[27] 然而，其後接任的第24屆學生會並無意願加入，故並未完成入會手續，直至第25屆方正式加入臺灣學生聯合會。
  - 2019年5月22日，臺師大召開第122次校務會議，通過學生自治會組織章程修正案，自1996年成立起即名為「國立臺灣師範大學學生自治會」的臺師大學生會，在此案通過後，去除「自治」二字，改名「國立臺灣師範大學學生會」。此外，原先學生會組織章程修正在學生議會通過後仍須經學生事務會議審查、校務會議核定，亦於此時改為學生事務會議審查、校務會議備查。[109]
  - 2019年6月5日，臺師大學生會舉辦「西瓜節」，時任會長陳光耀表示西瓜節不僅重出江湖，也期望以學生為主體出發建立連結。[110]

- 第24屆
  - 2019年10月初，香港「反送中運動」已經爆發數月，臺師大學生會於10月6日在校內架起「連儂牆」，在牆上更新香港新聞，並讓臺師大學生以便條紙寫下自身想法。時任學術部部長林于玄表示臺灣、香港共同面對著破壞自由民主的敵人，時任學權部部長陳宇恩亦指出校方支持學生會設置連儂牆，強調連儂牆能讓議題拉回校內、不超譯校內學生的想法，同時又能讓同學瞭解議題的重要性。[111]
  - 2019年10月，由第23屆臺師大學生會推動通過的「性別友善宿舍」消息披露，校方證實將於公館校區學七舍二樓改建為性別友善樓層，採「男女同樓層、男女分房」。臺師大學生會表示支持此案，時任會長陳亮均指出仍希望讓想要跟不同性別一起住的人也能被保障，但實務需漸進推動，故提出不同性別房間交錯分布的構想並獲採納。[112] [10]
  - 2019年10月15日，臺師大學生會參與由臺大學生會、臺灣青年民主協會、台少盟等團體共同發起、臺科大學生會亦參加的「修民法挺青年記者會」，時任會長陳亮均指出未滿20歲的大學生有能力籌辦活動、表達訴求，卻不被國家所認同，民法的20歲成年門檻已經不合時宜。[113] [16]
  - 2019年10月16日，臺大學生會、臺師大學生會等多所大專院校學生團體於立法院召開記者會，呼籲全台學生停止參加統戰交流團，要求各校校方停止協助統戰交流活動，並要求政府追蹤前往中國學生的人身安全，同時邀請各校學生會、社團共同加入「青年抵抗校園統戰聯盟」。[114] [115]
  - 2019年10月18日，臺師大學生會響應辦理「人權影展」校園巡迴，放映《分域大道》。[116]
  - 2019年11月，臺大系統三校擬提案下修大學每學期至十五週盼藉此接軌國際，對此時任臺師大學生會長陳亮均認為：「贊同學期週數縮短，大學學習並非只有課內，但也憂心僅縮短週數，授課時數未減，只是變相壓縮課程。」[117]
  - 返鄉投票專車：
2019年12月20日，臺師大學生會偕同臺大學生會、臺科大學生會召開記者會，發布共同舉辦「抱著咱的夢，來轉｜2020台大台師大台科大返鄉投票列車」的計畫，首度租用臺鐵列車用於學生返鄉投票，於2020年1月10日傍晚自臺北車站始發東部幹線、西部幹線各一班復興號列車，送大學生回鄉參加1月11日的2020年中華民國中央公職人員選舉投票。[23] 此外，關於不與臺灣青年民主協會合作舉辦返鄉專車的原因，臺大學生會時任會長凃峻清表示2020年大選臺大、臺師大、臺科大學生返鄉需求較高故另外舉辦。[118]
  - 四六事件歷史：
2020年4月6日，臺大、臺師大學生會共同發出「四六71猶未遠，台大師大學生共籲校園轉型正義」新聞稿，表示各自於校內紀念前臺大校長傅斯年的傅鐘、有前師院院長劉真題字的地方分別貼上白色恐怖加害者人像和「誠正勤樸，校園整肅」等字樣，共同呼籲校園轉型正義、盤點校園崇拜威權加害者物件等訴求。[24]
  - 2020年4月，臺師大接連出現兩例COVID-19確診個案，兩例均為學生宿舍之住宿生，面對外界疑慮，時任會長解釋確診案例所在的宿舍採套房，浴室不共用、相對安全的。[119]
  - 2020年5月20日，臺師大召開第124次校務會議，會議中備查學生會組織章程修正案，決議中亦包含全案將於2021年7月1日（第26屆就任日）施行，修正案內容包含學生會將從原先學生工作會、學生議會、學生評議會的三權分立學生政府制度，改為學生代表大會、理事會、監事會組成的「類理監事制」。此外，也將原先學生會組織章程應經學生事務會議審查、校務會議備查的規定，改為僅須學生事務會議備查，強化學生自主性。[120][121]
  - 更改校歌歌詞：
2020年5月27日，臺師大行政會議通過「校歌專案小組」的提案，決議通過將制定新版校歌，臺師大學生會爭取的重編校歌訴求確認將採取重新賦詞、保留原曲、新舊並陳的形式做更改，校歌專案小組委員、時任學生會長陳亮均主張校歌新版歌詞應該以徵稿為主、專家意見為輔，以全部重填歌詞的原則納入多種版本後協調。[14][122]

### 2020年至今
- 第25屆
  - 2020年12月4日，學生心理健康議題受到社會高度重視，就校內的心輔、諮商資源，臺師大學生會時任會長吳炳毅、學生權益部長王彥翔受訪點出校內「諮商量能不足」、「諮商空間不足」等問題，吳炳毅表示在跨域學習外，透過活動也能幫助學生找到方向。[123]
  - 實習教師津貼：
2020年12月28日，在民眾於公共政策網路參與平台提案後，臺師大學生會發起、政大學生會、高師大學生會、國北教學生會、北市大學生會等8所學校學生會參與，於教育部門口共同召開記者會，呼籲恢復教育實習津貼。時任會長吳炳毅表示2002年師資培育法修正後停止給付津貼，實習學生付出心力教學、行政卻無法領取津貼。教育部表示，將和勞動部等相關單位討論。[124] 2021年9月，教育部表示將於2022年1月起給付每人每月新台幣5,000元的津貼。[13]
  - 2021年3月1日，學生會學生工作會進入原建地重建後的學二舍，瞭解施工現況並交流意見，針對性別友善宿舍規劃，時任學生會長吳炳毅認為將來性別友善宿舍可能擴大辦理，新宿舍有機會讓男女學生同層分房住宿，因此設計新宿舍廁所時應納入未來改建的考量，像是留下改建廁所所需之空間。[125]
  - 實習教師津貼：
2021年3月25日，教育部對教育實習獎助金給予正面回應，允諾列於中央政府一一一年預算，時任教育部長潘文忠指出：「教育實習師資生多已完成大學學業，且已取得教師檢定資格，有必要給予獎助措施，將審酌師培相關法規及經費來源發放獎補助款」。時任臺師大學生會長吳炳毅回應指出每年都有師培生進行教育實習，若經濟條件不允許有人會在過程中放棄，發放教育實習津貼有急迫性。[126]
  - 四六事件歷史：
2021年4月6日，於臺師大學生會下獨立運作的「黎明破曉前」四六事件與白色恐怖紀念團隊舉辦小旅行，尋訪四六地景。時任團隊總籌林于玄表示希望能在四六當天舉辦小旅行後將轉型正義拓展、落實至校園。[15]
  - 2021年4月，由第24屆臺師大學生會開始推動的「體育學分化」改革通過，將原先不計入畢業學分的體育必修6學分調降為4學分，並計入畢業學分。[12][127]

- 第26屆
  - 2021年7月15日，臺師大學生會時任理事長馮輝倫與當時即將就任臺科大學生會會長的呂孟哲以兩校學生會名義發布聯合聲明，抗議臺大系統三校跨校雙主修、輔系中，臺大完全不開放雙主修名額，形同鳥籠雙主修，盼藉各自優勢達成三校互補共好。兩校學生會也指出2020年6月三校學生會曾聯名要求臺大系統委員會納入學生代表，卻遭拒絕，希望能盡快納入學生代表、強化溝通。[11]然而，兩校學生會的聲明亦引起部分臺大學生不滿。[128]
  - 2021年9月2日，教育部公布「大專校院學生雙語化學習計畫」重點培育學校名單，其中臺師大獲選為雙語標竿大學。對此，時任學生會理事長馮輝倫認為學校還沒與學生溝通配套，就趕著送出計畫，有許多學生反彈，同時也認為學校自109學年度下學期起將原先的18週授課時數調整為16週加2週彈性授課，卻未達成預期效果，倘若要求課程再以英、中文各教學一次，可能會加劇課程進度壓力。但馮輝倫也期許教師可以依此彈性調整授課內容。[17][129]
  - 2021年9月，臺師大教務處於雙主修、輔系登記制上，推出「預修生」制度。臺師大學生會時任理事長馮輝倫指出學校想解決教學資源不足、但很多人想修課的問題，所以預修生制度就是門檻。[130]
  - 實習教師津貼：
2021年9月28日，教育部表示恢復教育實習津貼，待立法院通過後即可發放。將於2022年起給付每人每月新台幣5,000元的津貼，最多領半年共三萬元，臺師大學生會肯定教育部此舉，但指出將時數及教育部發放金額換算，其時薪僅比基本時薪一半多一些，並呼籲立法院通過此預算的編列。[131]
  - 會費訴訟案：
2021年，臺師大學生會（以時任理事長馮輝倫為代表人）向博士班學生吳律德，依大學法第33條第3項、國立臺灣師範大學學生會組織章程第6條第2款、國立臺灣師範大學學生會會費條例第3條第1項之規定，認為吳律德欠繳學生會費109學年度之200元及110學年度之500元，向臺北地方法院聲請支付命令。10月4日，臺北地方法院以110年度司促字第16478號支付命令准予核發，吳律德於期間內聲明異議，故視為臺師大學生會自支付命令聲請時提起民事訴訟。經臺北地方法院民事庭審認屬公法事件，於2022年2月7日以臺北地方法院110年度店小字第210號民事裁定，移送本院行政訴訟庭審理。由此，開啟「臺師大學生會會費訴訟案」。後續發展因位於第27屆任期，請參見下方第27屆部分。[132][133][134]
  - 2021年11月11日，台灣北部大專院校學生自治聯合協會於立法院舉辦記者會呼籲大學法改革，臺師大學生會時任理事長馮輝倫表示「現行大學法大學合併計畫，國立大學需要經過校務會議同意，再經由教育部核准，但私立大學或縣市立大學只要經地方政府或董事會同意，再報備教育部核准即可，不須經校務會議同意。重大議案如果沒有經過學生代表同意是重大疏失，應納入學生意見。」[135]
  - 更改校歌歌詞：
2021年11月24日，臺師大召開第127次校務會議，曾由臺師大學生會爭取的重編新版校歌於會議中決議通過，然考量各時代校友對學校的情感，校歌將採取新舊併行的方案。新版的校歌刪除原先備受爭議的「重歸祖國樂融融」歌詞，亦加入木鐸、校訓、迎向國際等概念，時任學生會理事長馮輝倫認為刪除「重歸祖國樂融融」確實是校歌改革的成功，但新版歌詞國際、教育等概念仍無法適用所有學生，還有進步空間。[136][137]
  - 2022年4月，臺師大學生會持續辦理四六事件相關活動，該年四六小旅行因疫情升溫而改為室內定點講解。[138]

- 第27屆
  - 返鄉投票專車：
2022年11月，由臺灣學生聯合會主辦，邀集包含臺師大學生會在內多間大專院校學生會發起青年民主返鄉列車，集資以大客車載大學生返鄉參與2022年中華民國地方公職人員選舉及2022年中華民國憲法修正案。[139]
  - 會費訴訟案：
2021年，臺師大學生會（以時任理事長馮輝倫為代表人）向博士班學生、同時也擔任學生代表的吳律德，依相關法規認為吳律德欠繳學生會費109學年度之200元及110學年度之500元，向臺北地方法院聲請支付命令，並衍生為行政訴訟。2023年3月13日，臺北地方法院作出判決（臺灣臺北地方法院行政訴訟判決111年度簡字第46號）。判決指出，受大學法保障的學生會係屬公法人，因臺師大全體學生為學生會隻當然會員，且大學法及臺師大學生會有繳交會費相關規範，故學生應有繳交會費之義務，判臺師大學生會勝訴，被告吳律德應給付共計700元的學生會費，並按週年利率5％計算利息，同時因敗訴負擔2000元的訴訟費用。[140]
訴訟提出時的學生會理事長、即原訴訟代表人馮輝倫，和被告、學生代表吳律德於判決公布後受訪坦言，這是一項社會實驗。馮輝倫表示，此訴訟並非要追討學生會費，而是要確認學生是否有繳納會費的義務，以及學生會是否具有公法人地位。吳律德則欲釐清大專校院學生在大學法中為學生會當然會員的原因為何？這條規定的意義是什麼？前輔仁大學學生會會長、現執業律師陳孝賢受訪表示，若學生會被認定為公法人，與原先的非法人團體相比，將更具獨立性。對此，判決公布時的學生會理事長施信豪在校內社群保證任內不會以訴訟形式向任何學生追討學生會費，而對於下一步動作，被告吳律德展現出上訴的意願，而受訪的律師陳孝賢也認為若能獲得更高層級法院的認定，學術上或實務上都有助益。[141] 2023年10月，台北高等行政法院駁回吳律德上訴，全案定讞。[142]
  - 推動心理假：
2023年3月29日，臺師大學生事務會議通過修訂學生請假規則，決議新增「心理假」列入請假種類，學生因心理或精神不適，可申請心理假，無需檢附證明文件，每學期至多請假五日為限。該案於2022年7月係由學生會學生權利部提案之「心理假」，經校內小組會議討論後於學生事務會議提出，經會議決議後通過。[143]
  - 月經平權：
2023年4月，學權中心性別平等專題中心推動一系列月經平權活動，包括與生理用品廠商合作，設置校園生理用品免費提供站、提供生理用品，並配合5月世界經期衛生日辦理相關講座、工作坊。學生會呼籲，社會應對弱勢婦女的生理用品需求給予支持。[144]
  - 捍衛本土語言：
2023年4月25日，臺師大校內出現「雙語國家，自我殖民」的陳情海報，提出四項訴求，欲向教育部的訪視委員陳情，卻迅速遭到拆除。在前一個月，亦發生校方將學生張貼在宿舍的「非英語海報」撤除，以及同樣在4月校方將誠正勤樸大樓的台語播音取消，改為英語播音。臺師大學生會對一連串事件表示，保護多元文化、守護表意自由應是校方要重視的，校方應在推行英語授課的同時兼顧其他語言，更應保障學生表達相反意見的權利。臺師大學生會認為，校方時常以傳達錯誤、無心之舉敷衍，呼籲校方應向受影響的學生致歉。對此，臺師大校方在當日晚間，便將誠正勤樸大樓的電梯播音改為華語、台語、英語並列。[145]
  - 幹部集體辭職：
2023年5月7日學生會工作部門部分幹部與理事長施信豪發生衝突而集體辭職，同月19日施信豪亦辭職，後由理事長會推派代理理事長至原任期屆滿。[146]
- 第28屆
  - 修憲回歸政府制：
2024年1月18日，臺師大學生代表大會通過修訂《組織章程》，捨棄理監事制，重回2021年以前之學生政府制。[147]
  - 針對國會亂象聲明：
2024年5月，臺師大學生會發起反對國會擴權法案的連署，呼籲國會委員謹守國會自律原則，不應逾越職權、破壞憲政基本架構。[148]
- 第29屆
  - 呼籲校方暫緩A+比例限縮：
臺師大校方研擬推動線索成績等地A+者人數比例，臺師大學生會調查校內學生意見，後公佈八成學生反對限縮比例，後臺師大宣布暫緩推動。[149]

## 歷屆首長
臺師大學生會歷屆首長名錄，收錄於其法規彙編中。在臺師大學生會歷屆會長（或理事長）中，至2025年共有30名正任者及1名經補選當選者（非代理），均無人連任或再任。這30名中，就讀系所以公民教育與活動領導學系（及前身公民訓育學系）為最大宗，共7人，其次為社會教育學系3人，再次為物理學系、數學系、人類發展與家庭學系、生命科學系各2人，其餘則分散在教育學系、衛生教育學系、英語學系、圖文傳播學系、化學系、工業教育學系、資訊工程學系、國文學系、東亞學系、地球科學系、臺灣語文學系、機電工程學系、教育心理與輔導學系等系所。若以現行的學院劃分而言，教育學院15人、理學院9人、文學院3人、科技與工程學院3人、國際與社會科學學院1人。
下表列出歷屆首長之年份、屆次及學年度、首長姓名、首長所屬系所及級數（學士班之級數為預計畢業年份，即入學年加四年；碩、博士班則僅寫碩士班、博士班）、備註等資訊。

### 歷屆會長
- 第1屆至第25屆：三權分立之學生政府制，學生會首長為會長。
- 第26屆至第28屆：類理監事制，學生會首長為理事長，並兼任學生代表大會主席。
- 第29屆起：三權分立之學生政府制，學生會首長為會長。

| 年份                                                                                      | 屆次/學年 | 會長          | 系所                   | 級數   | 備註                                                 |
| 1996                                                                                      | 1 (85)    | 黃宗民        | 教育學系               | 1997級 | 首任學生自治會會長。                                 |
| 1997                                                                                      | 2 (86)    | 邱琬婷        | 衛生教育學系           | 1999級 |                                                      |
| 1998                                                                                      | 3 (87)    | 黎雅惠        | 物理學系               | 2000級 |                                                      |
| 1999                                                                                      | 4 (88)    |               | 社會教育學系           | 2001級 |                                                      |
| 2000                                                                                      | 5 (89)    | 陳宏璋        | 公民訓育學系           | 2002級 |                                                      |
| 2001                                                                                      | 6 (90)    | 施志平        | 公民訓育學系           | 2003級 |                                                      |
| 2002                                                                                      | 7 (91)    | 蔣宗賢        | 數學系                 | 2004級 |                                                      |
| 2003                                                                                      | 8 (92)    | 陳怡妝        | 公民教育與活動領導學系 | 2005級 |                                                      |
| 2004                                                                                      | 9 (93)    | 蔡容翎        | 英語學系               | 2006級 |                                                      |
| 2005                                                                                      | 10 (94)   | 王正          | 圖文傳播學系           | 2007級 | 2022年經勞動黨推薦為新北市議員第八選區候選人，落選。 |
| 2006                                                                                      | 11 (95)   | 林少軒        | 化學系                 | 2008級 |                                                      |
| 2007                                                                                      | 12 (96)   | 蔡文賓        | 工業教育學系           | 2009級 |                                                      |
| 2008                                                                                      | 13 (97)   | 陳柏翰        | 資訊工程學系           | 2010級 |                                                      |
| 2009                                                                                      | 14 (98)   | 楊瑋姍        | 人類發展與家庭學系     | 2010級 |                                                      |
| 2010                                                                                      | 15 (99)   | 陳禹勛        | 生命科學系             | 碩士班 |                                                      |
| 2011                                                                                      | 16 (100)  | 陳婷怡        | 人類發展與家庭學系     | 2013級 |                                                      |
| 2012                                                                                      | 17 (101)  | 謝慧霆        | 生命科學系             | 2014級 |                                                      |
| 2013                                                                                      | 18 (102)  | 林偉強        | 國文學系               | 2015級 |                                                      |
| 2014                                                                                      | 19 (103)  | 楊旻恩        | 物理學系               | 2014級 |                                                      |
| 2015                                                                                      | 20 (104)  | 賀翊          | 公民教育與活動領導系   | 2016級 |                                                      |
| 2015                                                                                      | 20 (104)  | 楊有騰        | 東亞學系               | 2016級 |                                                      |
| 2016                                                                                      | 21 (105)  | 余姵萱        | 地球科學系             | 2017級 |                                                      |
| 2016                                                                                      | 21 (105)  | 高翔煜        | 社會教育學系           | 2019級 |                                                      |
| 2017                                                                                      | 22 (106)  | 楊婷雅        | 社會教育學系           | 2020級 |                                                      |
| 2018                                                                                      | 23 (107)  | 陳光耀        | 公民教育與活動領導學系 | 2019級 | 本屆內職稱自學生自治會會長改為學生會會長。           |
| 2019                                                                                      | 24 (108)  | 陳亮均        | 臺灣語文學系           | 2022級 |                                                      |
| 2020                                                                                      | 25 (109)  | 吳炳毅        | 公民教育與活動領導學系 | 2022級 |                                                      |
| 第26屆（2021年7月）起，改為類理監事制，學生會首長由會長改為理事長，並兼學生代表大會主席。 |           |               |                        |        |                                                      |
| 年份                                                                                      | 屆次/學年 | 理事長        | 系所                   | 級數   | 備註                                                 |
| 2021                                                                                      | 26 (110)  | 馮輝倫        | 數學系                 | 2021級 | 首任學生會理事長。                                   |
| 2022                                                                                      | 27 (111)  | 施信豪        | 機電工程學系           | 2023級 |                                                      |
| 2022                                                                                      | 27 (111)  | 羅謙 Lô Khiam | 地理學系               | 2025級 |                                                      |
| 2023                                                                                      | 28 (112)  | 陳宏駿        | 社會教育學系           | 2024級 |                                                      |
| 第29屆（2024年7月）起，復改為三權分立制，學生會首長由理事長改為會長。                     |           |               |                        |        |                                                      |
| 年份                                                                                      | 屆次/學年 | 會長          | 系所                   | 級數   | 備註                                                 |
| 2024                                                                                      | 29 (113)  | 古圳豐        | 公民教育與活動領導學系 | 2027級 |                                                      |
| 2025                                                                                      | 30 (114)  | 黃莨騰        | 教育心理與輔導學系     | 2027級 |                                                      |

1. 1 2 3  任內辭職。
2. ↑  經補選當選，補足原任期。
3. ↑  副會長代理至任期結束。
4. ↑  後擔任學生議會議長。
5. ↑  經理事會推派代理至原任期結束。
6. ↑  後擔任學生代表大會主席。

### 歷屆學生代表大會主席
- 第1屆至第25屆：三權分立之學生政府制，學生議會首長為主席，第22屆起將主席改稱為議長。
- 第26屆至第28屆：類理監事制，學生代表大會由理事長兼任主席。
- 第29屆起：三權分立之學生政府制，學生代表大會首長為主席。

| 年份 | 屆次/學年 | 主席/議長 | 系所                       | 級數   | 備註                                       |
| 1996 | 1 (85)    | 邱志強    | 化學系                     | 1998級 | 首任學生議會主席。                         |
| 1997 | 2 (86)    | 陳昌琪    | 資訊教育學系               | 碩士班 |                                            |
| 1998 | 3 (87)    | 王智玄    | 公民訓育學系               | 2000級 |                                            |
| 1999 | 4 (88)    | 簡鈺珣    | 教育學系                   | 2001級 |                                            |
| 2000 | 5 (89)    | 陶以哲    | 體育學系                   | 碩士班 |                                            |
| 2001 | 6 (90)    | 劉昆豪    | 英語學系                   | 2002級 |                                            |
| 2002 | 7 (91)    | 王志毅    | 國文學系                   | 2004級 |                                            |
| 2003 | 8 (92)    | 陳良彥    | 工業教育學系               | 2004級 |                                            |
| 2004 | 9 (93)    | 吳心喆    | 政治學研究所               | 碩士班 |                                            |
| 2005 | 10 (94)   |           | 英語學系                   | 2006級 |                                            |
| 2005 | 10 (94)   | 李佳珊    | 公民教育與活動領導學系     | 2007級 |                                            |
| 2006 | 11 (95)   | 方佩馨    | 公民教育與活動領導學系     | 2007級 |                                            |
| 2006 | 11 (95)   | 郭家豪    | 工業教育學系               | 2008級 |                                            |
| 2007 | 12 (96)   | 黃靖雯    | 化學系                     | 2007級 |                                            |
| 2008 | 13 (97)   | 張巧函    | 教育學系                   | 2010級 |                                            |
| 2009 | 14 (98)   | 黃千葵    | 國文學系                   | 2010級 |                                            |
| 2010 | 15 (99)   | 徐翊倫    | 體育學系                   | 2012級 |                                            |
| 2011 | 16 (100)  |           | 科技應用與人力資源發展學系 | 2013級 |                                            |
| 2012 | 17 (101)  | 鄭翔徽    | 東亞學系                   | 2013級 |                                            |
| 2013 | 18 (102)  | 陳品瑄    | 公民教育與活動領導學系     | 2014級 |                                            |
| 2014 | 19 (103)  | 王昱法    | 教育學系                   | 碩士班 |                                            |
| 2015 | 20 (104)  | 陳倢伃    | 美術學系                   | 2016級 |                                            |
| 2015 | 20 (104)  | 項柏翰    | 公民教育與活動領導學系     | 2016級 |                                            |
| 2016 | 21 (105)  | 潘彥維    | 地理學系                   | 2017級 |                                            |
| 2017 | 22 (106)  | 漳玨賢    | 地理學系                   | 2019級 | 本屆內職稱自學生議會主席改為學生議會議長。 |
| 2018 | 23 (107)  | 吳律德    | 公民教育與活動領導學系     | 博士班 |                                            |
| 2019 | 24 (108)  | 韓承澍    | 東亞學系                   | 2019級 |                                            |
| 2019 | 24 (108)  | 吳律德    | 公民教育與活動領導學系     | 博士班 |                                            |
| 2020 | 25 (109)  | 陳亮均    | 臺灣語文學系               | 2022級 | 末任學生議會議長。                         |
| 第26屆（2024年7月）起，改為類理監事制，廢除學生議會，學生代表大會主席由理事長兼任，另設監事會置監事長。 |           |           |                            |        |                                            |
| 年份 | 屆次/學年 | 監事長    | 系所                       | 級數   | 備註                                       |
| 2021 | 26 (110)  | 陳律文    | 教育政策與行政研究所       | 碩士班 | 首任監事會監事長。                         |
| 2022 | 27 (111)  | 陳律文    | 教育政策與行政研究所       | 碩士班 |                                            |
| 2023 | 28 (112)  | 詹培昕    | 公民教育與活動領導學系     | 博士班 | 末任監事長。                               |
| 第29屆（2024年7月）起，復改為三權分立制，學生代表大會名稱不變，另置主席。                               |           |           |                            |        |                                            |
| 年份 | 屆次/學年 | 主席      | 系所                       | 級數   | 備註                                       |
| 2024 | 29 (113)  | 許靜玟    | 地理學系                   | 2026級 |                                            |
| 2025 | 30 (115)  | 古圳豐    | 公民教育與活動領導學系     | 2027級 |                                            |

1. ↑  任內辭職。
2. ↑  副主席代理至原任期結束。
3. ↑  任內畢業，失去學生身分，故出缺。
4. ↑  副議長代理至原任期結束。
5. 1 2  連任或再任同一職位。
6. 1 2  曾任學生會會長。

## 外部連結
- 臺師大學生會 （页面存档备份，存于）
- 臺師大學生會粉絲的Facebook專頁
- 國立臺灣師範大學學生會的Instagram帳戶